# Volk’s Electric Railway
| \| \| \| ehem. Station Palace Pier \| \| \| \| Aquarium Station \| \| \| \| Ausweiche \| \| \| \| Paston Place ("Halfway Station") \| \| \| \| Betriebshof \| \| \| \| Ausweiche \| \| \| \| Black Rock Station (Marina) \| \| \| \| ehem. Station Black Rock \| |  |                                  |                                  |
| Haltepunkt / Haltestelle Streckenanfang (Strecke außer Betrieb) |  | ehem. Station Palace Pier        | ehem. Station Palace Pier        |
| Haltepunkt / Haltestelle Strecke bis hier außer Betrieb |  | Aquarium Station                 | Aquarium Station                 |
| Blockstelle |  | Ausweiche                        | Ausweiche                        |
| Bahnhof |  | Paston Place ("Halfway Station") | Paston Place ("Halfway Station") |
| Dienststation / Betriebs- oder Güterbahnhof |  | Betriebshof                      | Betriebshof                      |
| Blockstelle |  | Ausweiche                        | Ausweiche                        |
| Haltepunkt / Haltestelle Strecke ab hier außer Betrieb |  | Black Rock Station (Marina)      | Black Rock Station (Marina)      |
| Haltepunkt / Haltestelle Streckenende (Strecke außer Betrieb) |  | ehem. Station Black Rock         | ehem. Station Black Rock         |

Volk’s Electric Railway ist eine Eisenbahn in Brighton und die älteste elektrische Bahn in Großbritannien. Ihre heutige Spurweite beträgt 825 Millimeter. 

## Geschichte
Die Bahn wurde am 4. August 1883 entlang der Küste eröffnet und verband ursprünglich das Aquarium mit dem Old Chain Pier. Benannt ist sie nach ihrem Erbauer, Magnus Volk, einem Sohn deutscher Einwanderer. Statt einer Oberleitung entschied sich Volk zunächst für eine Stromversorgung über die beiden ursprünglich 610 mm auseinander liegenden Schienen mit 50 V Spannung. Die Stromerzeugung übernahm ein 2 PS starker Gasmotor, der einen D5-Generator von Siemens betrieb. Die Höchstgeschwindigkeit lag bei sechs Meilen pro Stunde. Bei ihrer Eröffnung war die Strecke knapp einen halben Kilometer lang; 1884 wurde sie um einen rund 1,2 Kilometer langen Abschnitt über den Old Chain Pier hinaus nach Paston Place erweitert. Im Zuge dieser Arbeiten wurde auch die Spurweite auf 838 Millimeter verbreitert und die Fahrspannung auf 110 Volt angehoben. 1886 wurde die Spur noch mal auf 825 Millimeter abgeändert und zur Stromzufuhr eine dritte Schiene als Stromschiene eingebaut. Um Kurzschlüsse in der feuchten Umgebung zu vermeiden, wurde die Strecke auf ganzer Länge auf hölzerne Jochbrücken verlegt.
Als die ebenfalls von Volk von 1894 bis 1896 erbaute, parallel zur Küste durch das Meer führende Brighton and Rottingdean Seashore Electric Railway als Anschlussstrecke zum östlich benachbarten Ort Rottingdean aufgegeben werden musste, folgte 1901 eine weitere Verlängerung zum Black Rock, so dass die Bahn nun zwei Kilometer lang war. Zu den bemerkenswertesten Konstruktionen zählte dabei eine Brücke, die direkt über das Wasser und den Strand führte.
Nach dem Tod von Magnus Volk 1939 ging die Bahn in den Besitz der Stadt über. Der Zweite Weltkrieg bedingte eine Unterbrechung des Betriebs, der erst nach acht Jahren am 15. Mai 1948 wieder aufgenommen wurde. In den Jahren 1952 und 1953 erfolgte eine gründliche Überholung der Bahn und ab 1954 wird sie nur noch zwischen Ostern und September betrieben. Sie verkehrt dann zwischen 11 und 17 Uhr beziehungsweise am Wochenende bis 18 Uhr.
Die Bahn wird heute zwischen den Endhaltestellen Aquarium Station und Black Rock betrieben, die beide in den 1930er Jahren durch Verkürzung der Strecke um jeweils 183 Meter geringfügig verlegt wurden. Dabei wird der 1899 fertiggestellte Palace Pier mit der Marina verbunden. In der Mitte der Strecke gibt es noch den Halt Halfway Station (Peter Pan’s Playground). Das Strandniveau ist durch Buhnenbau und durch Umlagerung von Kies entlang des Ärmelkanals inzwischen so angestiegen, dass die Strecke auch ohne Brückenkonstruktionen ausreichend hoch über dem Meeresniveau verläuft.

## Galerie

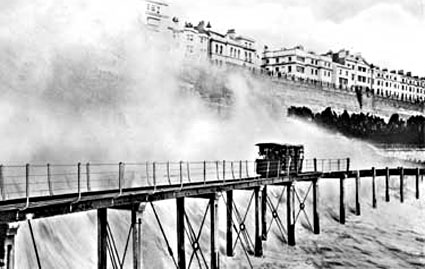
Fahrt bei stürmischem Wetter um 1890
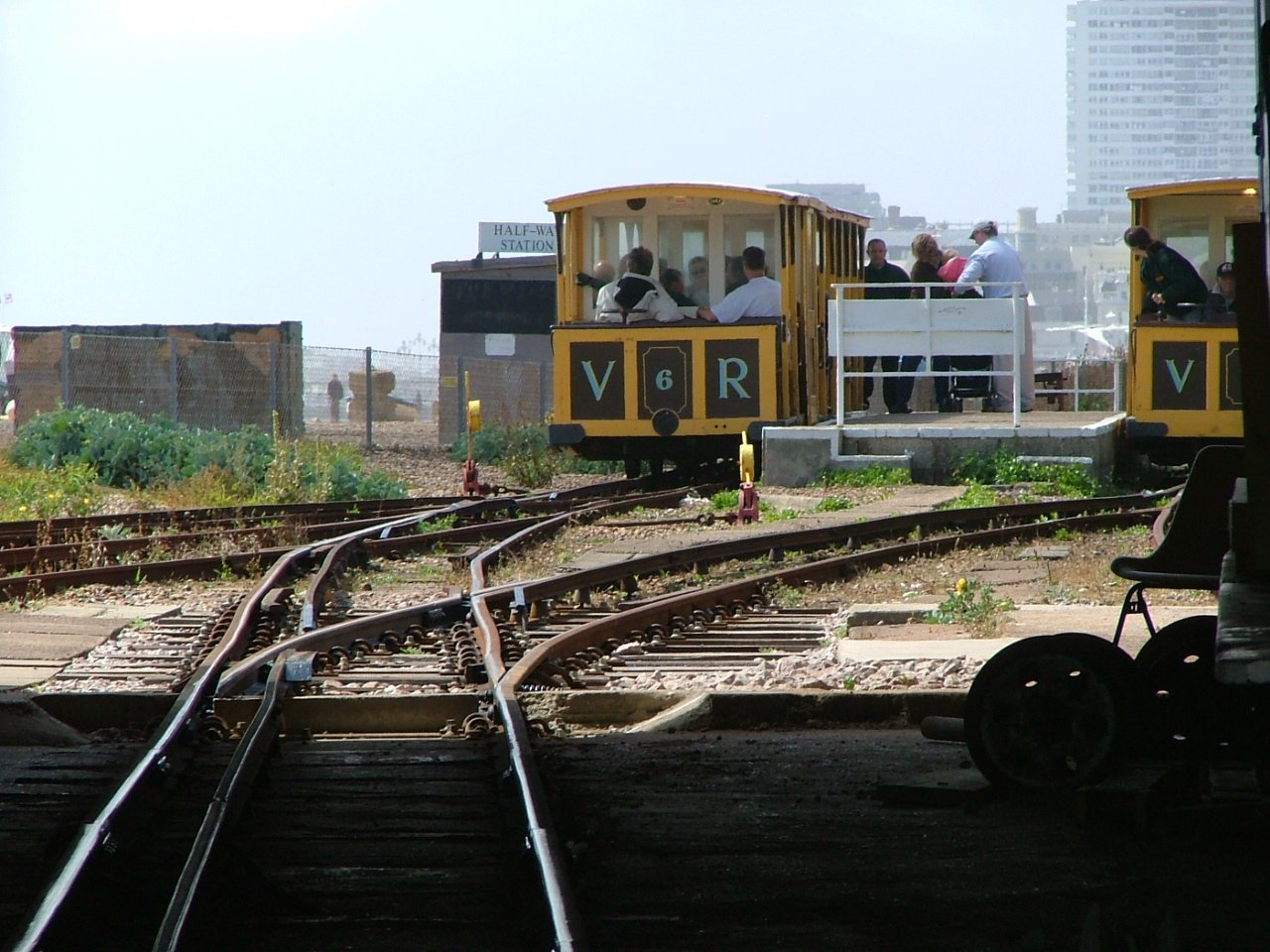
Die mittlere Station des Volk’s Electric Railway
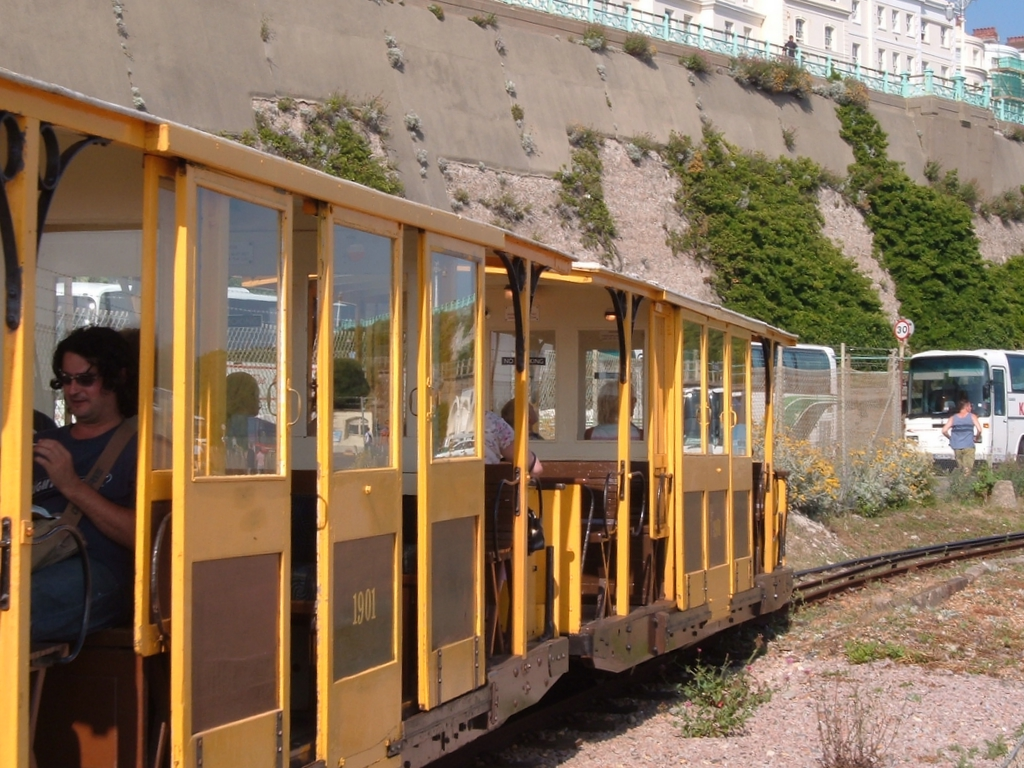
Fahrzeuge der VER
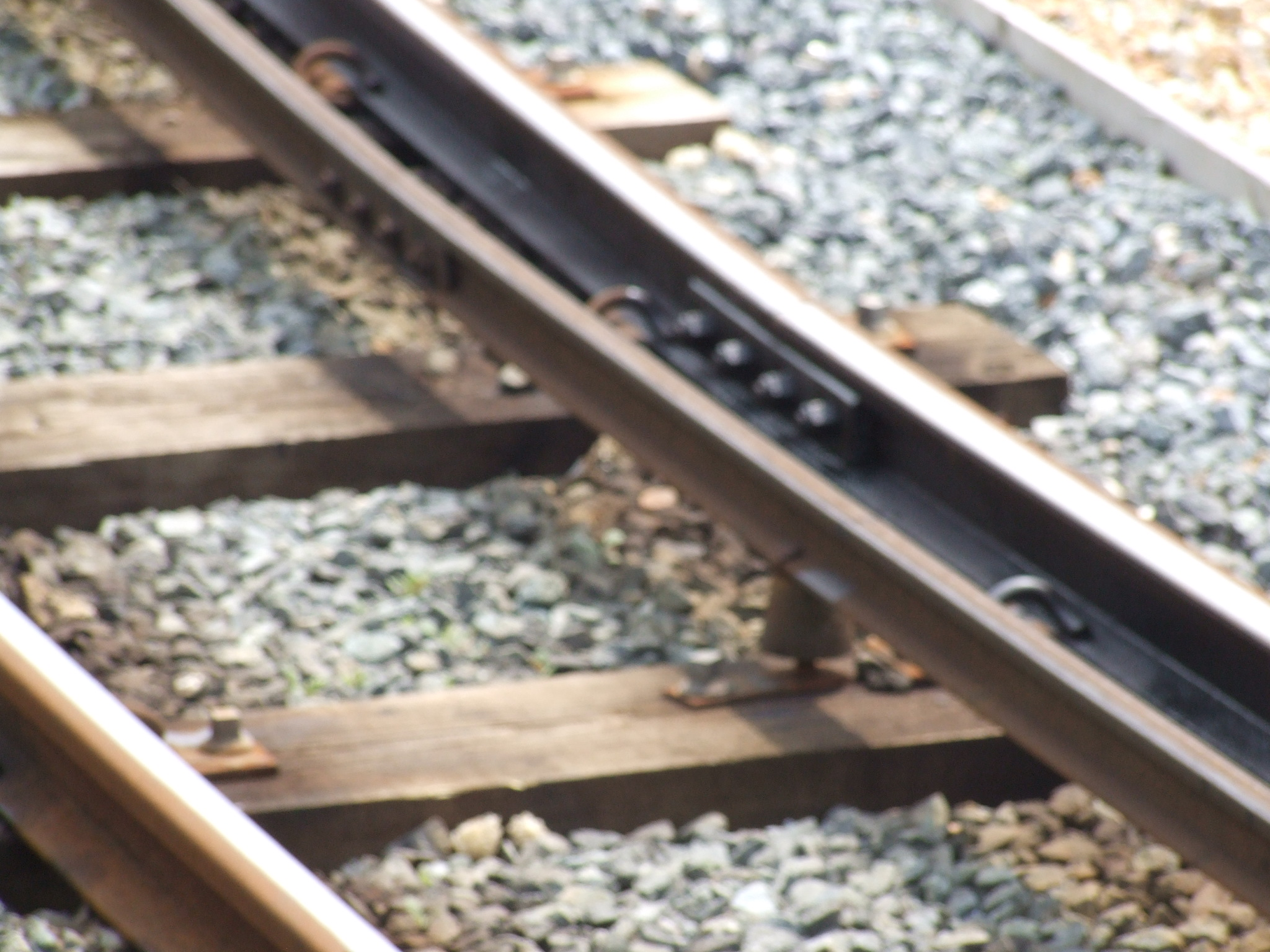
Gleis der VER mit dritter Schiene zur Stromzufuhr